# آرتور کوپیت
آرتور لی کوپیت (انگلیسی: Arthur Kopit; ۱۰ مهٔ ۱۹۳۷ – ۲ آوریل ۲۰۲۱) نمایشنامه‌نویس اهل ایالات متحده آمریکا بود. او دوبار در فهرست نامزدهای نهایی جایزه پولیتزر برای نمایشنامه‌های سرخچوستها و بالها قرار گرفته‌است. وی همچنین برندهٔ جوایزی همچون جایزه دراما دسک در سال ۱۹۶۲ برای نمایشنامه اوه پدر، پدر بیچاره، مامان تو را در کمد آویزان کرده و من دلم خیلی گرفته و نامزد این جایزه در سال ۱۹۷۹ برای نمایشنامه بالها شده‌است.

## آثار
از کوپیت آثار زیر به زبان فارسی ترجمه شده‌است:
اوه پدر، پدربیچاره، مامان تو را در کمد آویزان کرده و من دلم خیلی گرفته
سرخپوستها
روزی که عفریته‌ها برای تنیس بازی بیرون آمدند
از پنجره‌های باز برایم بخوان
بازجویی نیک و سه نمایشنامه دیگر
موسیقی مجلسی